# دیمیترو میشنوف
دیمیترو میشنوف (اوکراینی: Дмитро Олександрович Мишньов؛ زادهٔ ۲۶ ژانویهٔ ۱۹۹۴) بازیکن فوتبال اهل اوکراین است.
از باشگاه‌هایی که در آن بازی کرده‌است می‌توان به باشگاه فوتبال ماریوپول اشاره کرد.
وی همچنین در تیم‌های ملی فوتبال Ukraine national under-18 football team, Ukraine national under-19 football team، زیر ۲۰ سال اوکراین، و زیر ۲۱ سال اوکراین بازی کرده‌است.